# Rieský kráter
Rieský kráter nebo jednoduše Ries [rís] (německy Nördlinger Ries podle města Nördlingenu) je impaktní kráter v Bavorsku při hranicích s Bádenskem-Württemberskem, asi 100 kilometrů severozápadně od Mnichova. Má průměr asi 24 kilometrů, je hluboký až 200 metrů a vznikl zhruba před 14,5 milionem let dopadem asteroidu o předpokládaném průměru 1 kilometr. . Dříve byl považován za útvar sopečného původu, teorie vzniku v důsledku dopadu asteroidu byla definitivně potvrzena roku 1961.
Kráter má ve městě Nördlingen muzeum (rieskrater-museum.de).
V kráteru se připravovali na cestu účastníci letu Apollo 14.

## Steinheimský kráter

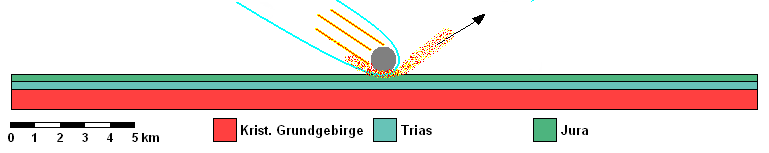

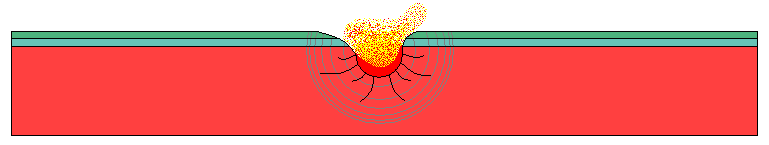

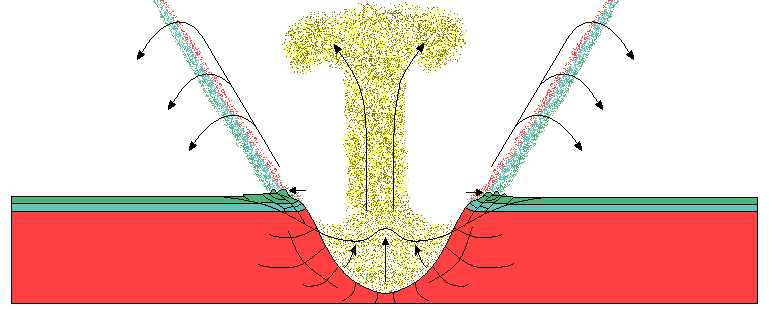
model dopadu asteroidu

Od Riesu 36 kilometrů jihozápadním směrem se nachází ještě daleko menší tzv.Steinheimský kráter o průměru 3.8 km. Ten byl vytvořen úlomkem asteroidu o průměru asi 100 metrů. Je možné, že oba asteroidy vnikly do atmosféry Země společně a menší těleso, které dopadlo v místě dnešní obce Steinheim am Albuch, bylo satelitem většího rieského asteroidu.

## Vznik Rieského kráteru
Rieský asteroid po dopadu pronikl povrchovými vrstvami slínu a vápence a vnikl do krystalických vrstev v hloubce přes 600 metrů. Jeho nárazem došlo k roztavení hornin, které byly následně vymrštěny vzhůru a ve vzduchu zchladly v podobě tektitů, kousků zeleného skla kapkovitých tvarů. Ty jsou dodnes nalézány jako tzv. vltavíny. Jejich naleziště v jižních Čechách leží od kráteru asi 250 kilometrů východním směrem. Po svém vzniku se Ries zaplnil vodou a stal se jezerem, které se však v průběhu dalších dvou milionů let zaneslo usazeninami a zaniklo. Dnes je kotlina odvodňována řekou Wörnitz (s přítokem Eger) do Dunaje.
Rieský kráter má typicky okrouhlý tvar podobný šestiúhelníku se zaoblenými vrcholy. Nejzřetelněji je okraj kráteru zachován na jihu až jihozápadě, kde se zalesněný oblouk zvedá až 200 metrů nade dno kotliny. Středem Rieského kráteru prochází Švábská tektonická linie, jež je v západní části kráteru velmi dobře patrná. Na vyschlých usazeninách dřívějšího jezera leží řada sídel, z nichž největším je ve středověku založené město Nördlingen. Ries patří k nejlépe prostudovaným kráterům tohoto druhu v Evropě. 

## Fotogalerie

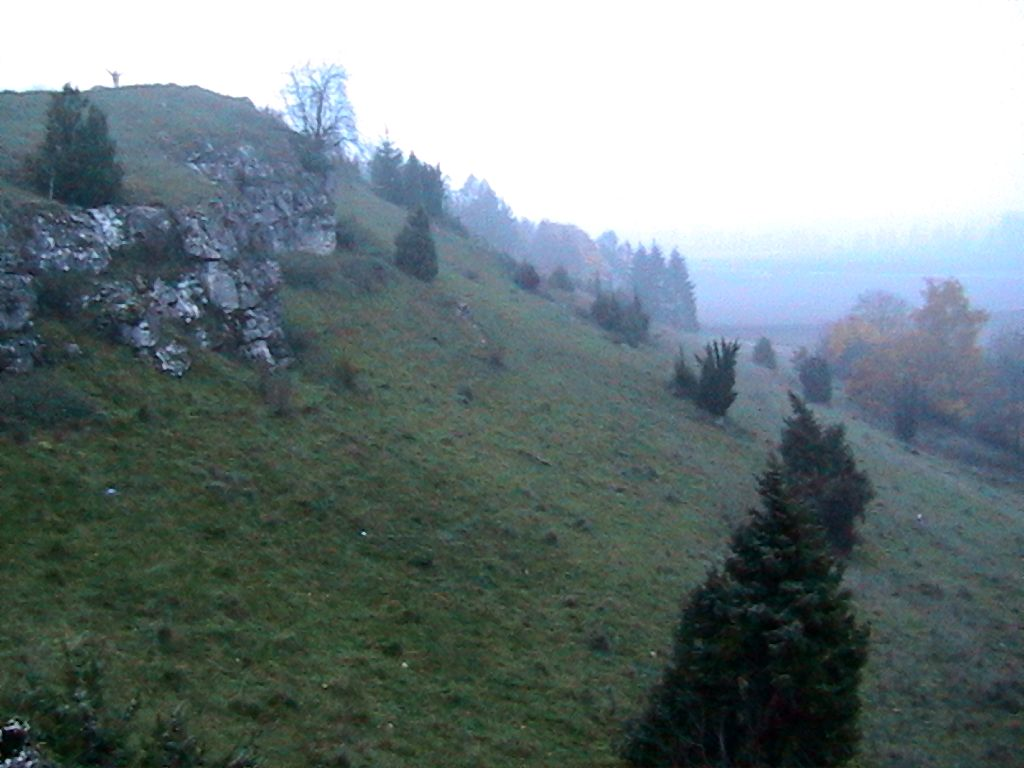
Vápencové bloky na okraji kráteru
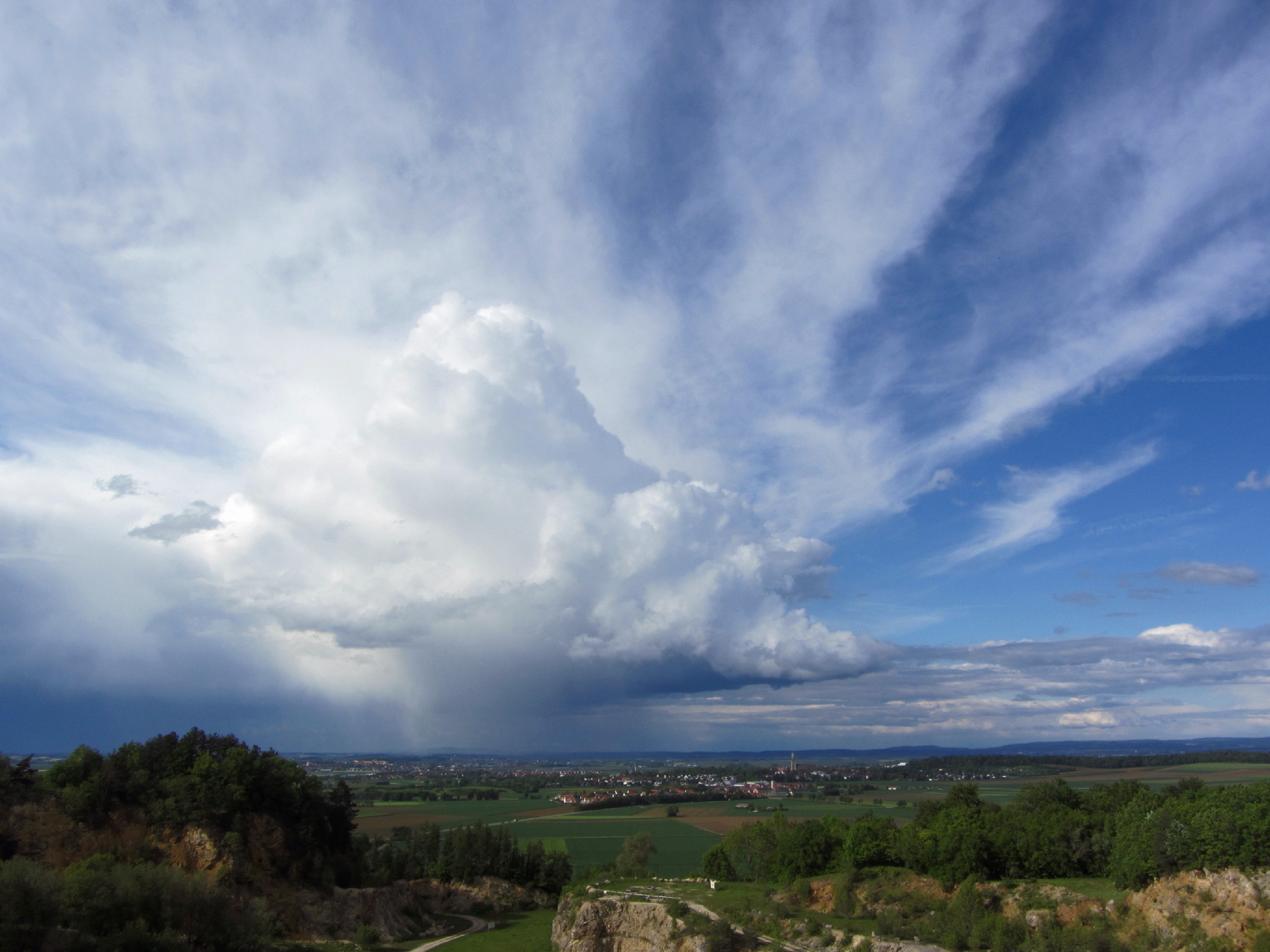
Město Nördlingen uvnitř plochy Rieského kráteru
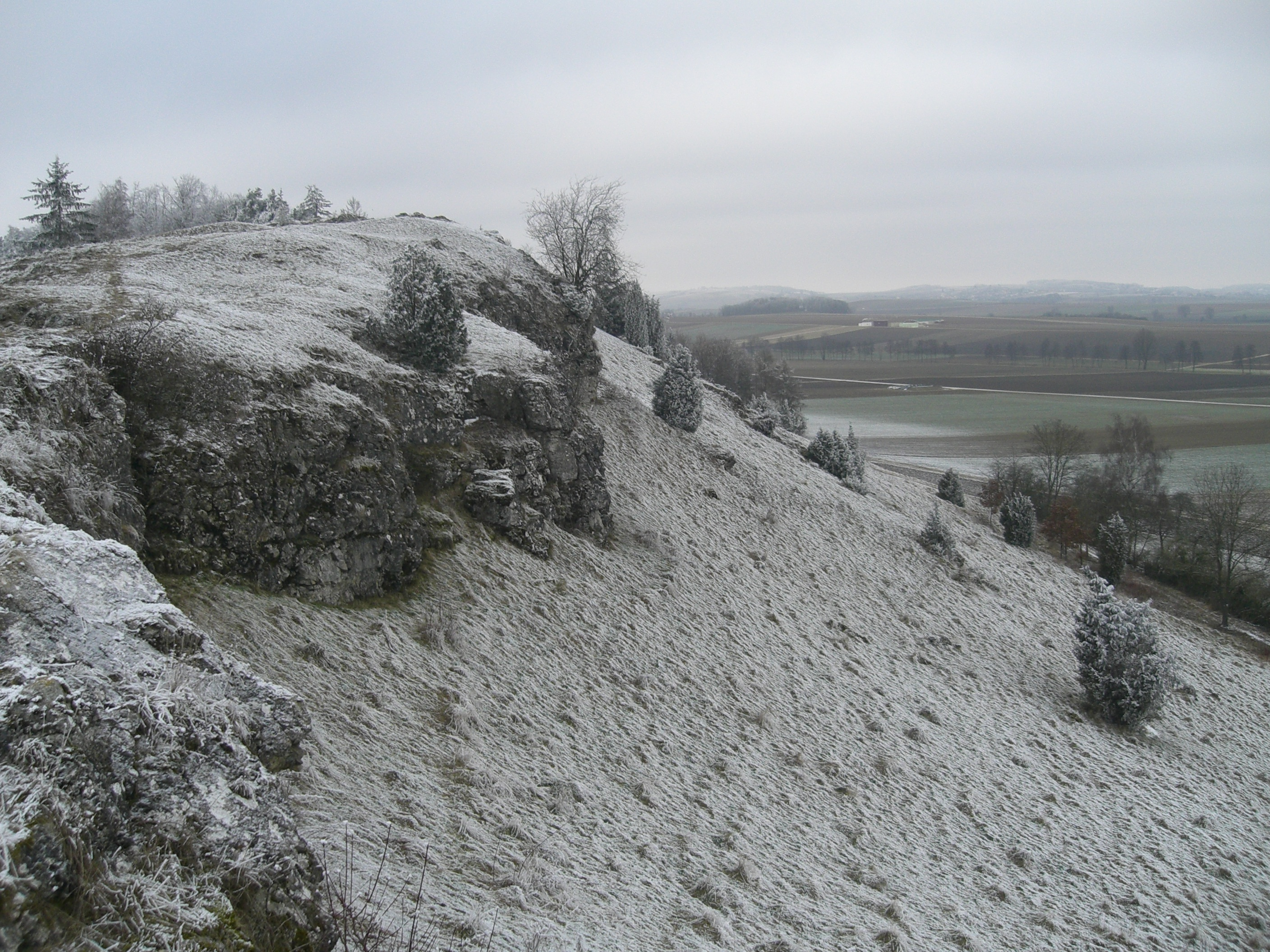
Jižní hrana kráteru u Mönchsdeggingenu
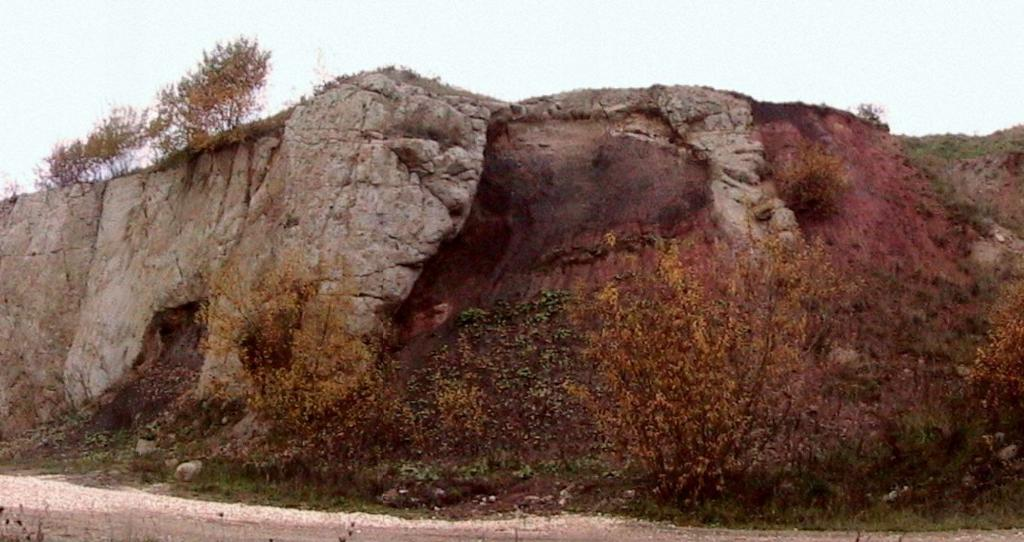
Suevitový val v lomu Aumühle
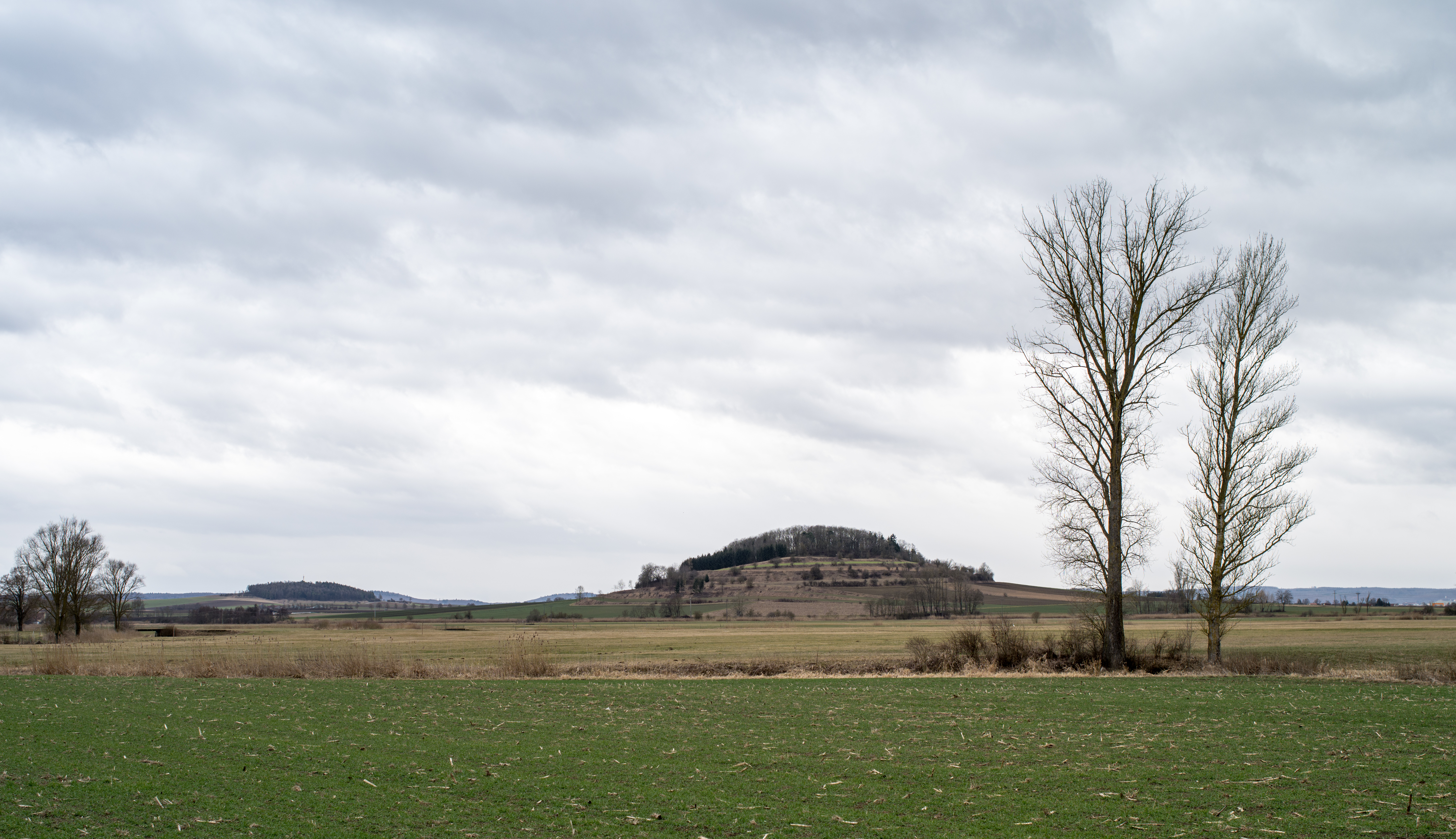
Wennenberg (489,3 m n. m.) u Alerheimu